# Rönnebergs herred
Rønnebjerg Herred (svensk: Rönnebergs Härad) var et herred beliggende i  Skåne. Købstaden Landskrona (dansk: Landskrone), Landskrona Slot samt herregårdene Axelvold, Sirekøbing og Sæbyholm lå inden for herredet.